# Trouillas
Trouillas en francés (Trullars en catalán y Truillás en español) es una localidad y comuna francesa, situada en el departamento de Pirineos Orientales, región de Languedoc-Rosellón, comarca histórica del Rosellón. 
Sus habitantes reciben el gentilicio de trouillasencs, trouillasenques en francés y trullanès, trullanenc, trullanesa, trullanenca en catalán.

## Historia
En 1793, durante la guerra del Rosellón, se libraron en la comuna dos batallas Mas Deu y Truillás entre las tropas de Carlos IV de España, comandadas por el general Antonio Ricardos, y las de la República Francesa, en la que los franceses perdieron a seis mil hombres.[cita requerida] A pesar de las victorias, no se consiguió recuperar el territorio del Rosellón por parte del rey español.

## Demografía
| 1058 | 1073 | 1070 | 1144 | 1272 | 1424 |
| Para los censos de 1962 a 1999 la población legal corresponde a la población sin duplicidades (Fuente: INSEE [Consultar]) |      |      |      |      |      |